# Abu Bakr al-Zubaydi
Abū Bakr al-Zubaydī (أبو بكر الزبيدي), también conocido como Muḥammad ibn al-Ḥasan ibn 'Abd Allāh ibn Madḥīj al-Faqīh y Muḥammad ibn al-Ḥasan al-Zubaydī al-Ishbīlī (محمد بن الحسن الزبيدي الإشبيلي), fue un erudito andalusí que ostentaba el título de Akhbār al-fuquhā  y escribió numerosos libros sobre temas de filología, historia, filosofía, derecho, lexicología y hadices.

## Biografía
Al-Zubaydī fue oriundo de Ishbilia (actual Sevilla), en al-Ándalus (actual España ), pero descendiente del yemení Bishr al-Dākhil ibn Ḥazm, quien había llegado a Andalucía desde Ḥimṣ, en el Sham (actual Siria), bajo la expansión de los Omeyas. Al-Zubaydī se mudó a Córdoba, la capital del califato omeya, para estudiar con Abū 'Alī al-Qālī. Su erudición sobre la gramática Al-Kitāb del filólogo Sibuyé, lo llevó a ser nombrado tutor del hijo del califa humanista Alhakén II, el príncipe heredero Hishām II. Animado por el Califa, al-Zubaydī compuso muchos libros sobre filología y biografías de filólogos y lexicógrafos. Se convirtió en el cadí de Sevilla, donde murió en 989.

## Obras
Algunas obras notables de Al-Zubaydi son:
- Al-Istidrāk 'alā Sībawayh fī Kitāb al-abniya wa'l-ziyāda' alā mā awradahu fīhi muhadhdhab (Roma, 1890)[2] (Baghdād, 1970), (Riyad, 1987)
- Ṭabaqāt al-Naḥwīyīn wa-al-Lughawīyīn (طبقات النحويين واللغويين) 'Categorías de gramáticos y lingüistas'; (973-6) Diccionario biográfico de los primeros filólogos y lexicógrafos de las escuelas Basran, Kufan y Baghdād; casi contemporáneo con Al-Fihrist de Ibn al-Nadim. Ambas obras dan testimonio del surgimiento de la ciencia de la filología árabe y del estrecho contacto intelectual entre los asientos de poder abasí y omeya en Bagdad y Córdoba, respectivamente. (El Cairo, 1954)[3][4][5][6]
- Akhbār al-fuquhā; al-muta'akhkhirīn min ahl Qurṭuba; Historia de los jurisconsultos de Córdoba[1]
- Amthilat al-abniya fī Kitāb Sībawayh Tafsīr Abī Bakr al-Zubaydī
- Basṭ al-Bāri  [7][8]
- Al-ghāya fi 'l-arūḍ [9][10]
- Ikhtiṣār; Selecciones del Ṣaḥīḥ de Bujari en Francisco Pons y Boigues[11]
- Istidrāk al-ghalaṭ al-wāqi 'fī Kitāb al-'Ayn (استدراك الغلط الواقع في كتاب العين)[12]
- Laḥn al-'awāmm ( لحن العوام ); errores de habla dialéctica; ed., R. 'Abd al-Tawwāb, El Cairo 1964.[13][14]
- Mukhtaṣar al-Ayn ( مختصر العين ) 'Selecciones de Al-Ayn de Khalīl ibn Aḥmad ' (antes de 976)[15]
- Al-Mustadrak min al-ziyāda fī Kitab al-Bāri 'alā Kitāb al-'Ayn
- Al-radd 'alā Ibn Masarra, o Hatk sutūr al-mulḥidīn [16]
- Risālat al-intiṣār li 'l-Khalīl [17]
- Al-Tahdhīb bi-muḥkam al-tartīb (التهذيب بمحكم الترتيب) del Laḥn al-ʻāmmah[18]
- Al-Taqrīz [19]
- Al-wāḍīḥ fī 'ilm al-'arabiyya ( الواضح في علم العربية ); gramática según Sibuyé (El Cairo, 1975), ('Ammān, 1976)
- Al-ziyadat 'alā kitāb' iṣlaḥ laḥn al-ʻaāmmah bi-al-Andalus (الزيادات على كتاب إصلاح لحن العامة بالأندلس)[20]